# Sinatra/Weill
Sinatra/Weill är ett musikalbum från 1999 av jazzsångerskan Jeanette Lindström.

## Låtlista
1. Speak Low (Kurt Weill/Ogden Nash) – 8'23
2. My Ship (Kurt Weill/Ira Gershwin) – 8'08
3. The Tender Trap (Jimmy Van Heusen/Sammy Cahn) – 5'13
4. Blame it on My Youth (Oscar Levant/Edward Heyman) – 5'42
5. Fly Me to the Moon (Bart Howard) – 7'21
6. Lonely House (Kurt Weill/Langston Hughes) – 6'16
7. All My Tomorrows (Jimmy Van Heusen/Sammy Cahn) – 4'58
8. The Lady is a Tramp (Richard Rodgers/Lorenz Hart) – 6'08
9. Lost in the Stars (Kurt Weill/Maxwell Anderson) – 6'03

## Medverkande
- Jeanette Lindström – sång
- Tim Hagans – trumpet, dirigent, arrangemang
- Kenny Werner – piano, arrangemang
- Mats Garberg – tenorsaxofon
- Dan Johansson – flygelhorn
- Norrbotten Big Band
- Norrbottens Kammarorkester